# Lordlöjtnant

Flagga representerande en lordlöjtnant.

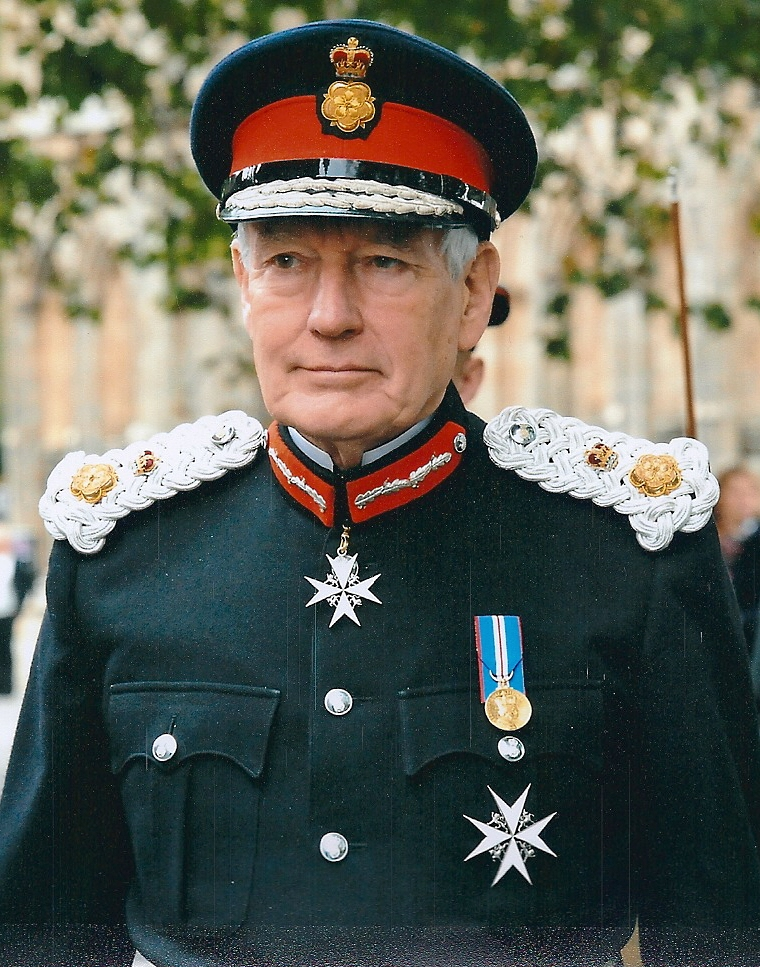
Uniformen som bärs av en lordlöjtnant.

Lordlöjtnant (engelska: lord-lieutenant) [lå'd lef'tenont] är en brittisk ämbetstitel för monarkens personliga representant till en region i England, Nordirland, Skottland eller Wales. Idag är dock uppdraget främst ceremoniellt.

## Historik
En lordlöjtnant fanns i vart och ett av Strobritanniens grevskap. Den ursprungliga huvuduppgiften, då ämbetet först inrättades på Henrik VIII:s tid, var befälet över grevskapets milis. Så småningom utövade lordlöjtnanten även sheriffmyndighet inom grevskapet. Ställningen som militär befälhavare avskaffades genom lagstiftning av 1871 och 1882, och under början av 1900-talet övergick även de flesta andra av ämbetets funktioner till att vara av formell eller ceremoniell karaktär. Kopplingen till den dömande makten kvarstod dock länge, då lordlöjtnanten ansvarade för att skicka in förslag på nya fredsdomare för grevskapet till lordkanslern. Ofta var han även custos rotulorum, det vill säga högsta ansvarig för grevskapets offentliga handlingar. 
Lordlöjtnanten, vars ämbete var oavlönat, utsågs bland grevskapets förnämsta godsägare; hans ställföreträdare kallades deputy lieutenant. Sådana ställföreträdare utsågs efter 1908 till större antal än förut i samband med de nya militära funktioner, vilka såväl dessa ställföreträdare som lordlöjtnanten själv erhållit vid organiseringen av den nya territorialarmén enligt Territorial and reserve forces act av 1907.

## Dagens lordlöjtnanter
I modern tid har lordlöjtnanterna rent ceremoniella funktioner, som monarkens lokala representant samt värdskap då medlemmar i kungahuset besöker landsorten. Lordlöjtnanterna utses för områden som kallas ceremoniella grevskap (ceremonial counties) i England, bevarade grevskap (preserved counties) i Wales och ståthållarskap (lieutenancy areas) i Skottland.

## Lordlöjtnant av Irland
Från 1690 utsåg den engelske kungen en Lordlöjtnant av Irland som chef för den engelska exekutiva statsmakten på Irland. Även om den formella titeln vad Lieutenant General and General Governor of Ireland var befattningen mer känd som vicekung (viceroy) av Irland. Positionen upphörde 1922 i samband med Irlands delning.
Lordlöjtnant av Irland ska inte sammanblandas med de lordlöjtnanter som monarken utsåg för de irländska grevskapen fram till 1922, och som fortfarande utses för de nordirländska grevskapen.